# Ivo Jorge Valente

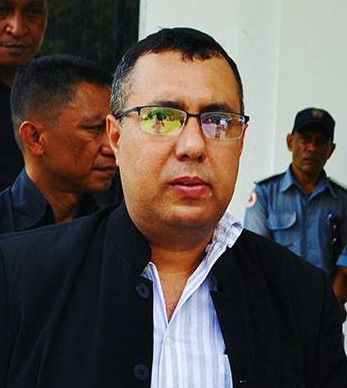
Ivo Jorge Valente (2017)

Ivo Jorge Valente (* 17. Oktober 1969 in Dili, Portugiesisch-Timor) ist ein Politiker, Jurist und Diplomat aus Osttimor. Er gehört der Partei Congresso Nacional da Reconstrução Timorense (CNRT) an. Von 2015 bis 2017 war er Justizminister Osttimors. Seit 2025 ist er osttimoresischer Botschafter in Angola.

## Werdegang
1996 schloss Valente ein Jurastudium an der Universität Diponegoro (UNDIP) im indonesischen Semarang ab. Von 2002 bis 2006 Kurse in Menschenrechte, Englisch, Portugiesisch und Ausbildungen zum Staatsanwalt, Richter und öffentlichen Strafverteidiger folgte.
Von 1997 bis 1999 war Valente Beamter in der Rechtsabteilung der indonesischen Distriktsregierung von Dili. Als Teilzeitlehrer für indonesisches Recht arbeitete er zudem von 1997 bis 1998 an der Fakultät für Regierungs- und Politikwissenschaften der Universitas Timor Timur. Von 1999 bis 2001 arbeitete Valente dann im indonesischen Malang als Verwaltungsbeamter in der Regierungsabteilung. Dem folgte dort eine Anstellung als Bauleiter einer regionalen Wohnungsgesellschaft. 2002 kehrte Valente nach Osttimor zurück und wurde Staatsanwalt. An der Akademie der Nationalpolizei Osttimors (PNTL) gab er mehrere Kurse. Von 2003 bis 2004 arbeitete er als Anwaltsassistent bei der Serious Crimes Unit (SCU) der Generalstaatsanwaltschaft Osttimors, wechselte dann in das Büro des stellvertretenden Generalstaatsanwalts und 2005 dann als Rechtsberater zur Nichtregierungsorganisation Internacional Internews de Timor-Leste.
2006 wurde Valente erst Referent der Staatsanwaltschaft und bereits am 26. Januar stellvertretender Generalstaatsanwalt von Osttimor, trat aber am 2. Juni 2009 zurück. Seiner Ansicht nach würden die Politiker des Landes sich zu sehr in die Justiz einmischen. Valente hatte diesen Schritt bereits im April angekündigt, nachdem Paulo dos Remedios, ein Anwalt aus Macau ebenfalls zum stellvertretenden Generalstaatsanwalt ernannt wurde. Remedios war ein ehemaliger Berater von Staatspräsident José Ramos-Horta. Von 2008 bis 2009 war Valente Präsident der Kommission zur Kontrolle der PNTL im Staatssekretariat für Sicherheit. Von 2009 bis 2010 war er Rechtsberater im Ministerium für Staatsadministration. 2010 war Valente außerdem Präsidiumsmitglied der Nichtregierungsorganisation Judicial System Monitoring Program (JSMP) und Mitglied der Lalenokba Ema Hotu (LABEH), einer Nichtregierungsorganisation zur Korruptionsbekämpfung.
2010 wurde Valente Vizeminister im Justizministerium. Ab dem 27. März 2012 war Valente amtierender Justizminister, nachdem die Amtsinhaberin Lúcia Lobato sich wegen verschiedener Vorwürfe vor Gericht verantworten musste. Sie wurde am 8. Juni 2012 wegen Missmanagement zu fünf Jahren Gefängnis verurteilt. Mit Antritt der V. Regierung 2012 erhielt Valente erneut den Posten des Vizeministers für Justiz unter dem neuen Justizminister Dionísio Babo. 2015 kam es zu einer Regierungsumbildung in Folge der Valente am 16. Februar zum neuen Justizminister des Landes vereidigt wurde. Mit Antritt der VII. Regierung am 15. September 2017 verlor Valente sein Ministeramt, da der CNRT in die Opposition ging. Er wurde nun Deputy National Authorizing Officer (Adjuntu Ordenadór Nasionál) im Außenministerium.
Am 11. Juli 2025 wurde Valente zum neuen osttimoresischen Botschafter in Angola ernannt.